# Nogometni klub Partizan
Nogometni klub Partizan je bil ustanovljen 4. oktobra 1945 v Beogradu kot del Jugoslovanskega športnega društva Partizan. FK Partizan velja skupaj s svojim največjim nasprotnikom FK Crveno zvezdo za eno izmed najmočnejših, če ne celo najmočnejšo nogometno ekipo v Srbiji in na Balkanu.

## Dosežki
- Nogometni klub Patizan je državno prvenstvo osvojil 25-krat in sicer v letih 1947, 1949, 1961, 1962, 1963, 1965, 1976, 1978, 1983, 1986, 1987, 1993, 1994, 1996, 1997, 1999, 2002, 2003, 2005, 2008, 2009, 2010,2011,2012 in 2013.

- Nogometni državni pokal pa je osvojil 11-krat in sicer v letih 1947, 1952, 1954, 1957, 1989, 1992, 1994, 1998, 2001, 2008, 2009 in 2011.

- Leta 1966 je postal evropski podprvak.

- Leta 1978 postane zmagovalec srednjeevropskega pokala.

## Stadion Partizana (Stadion JNA)
- Dmenzije igrišča: 105m x 70m
- Kapaciteta: 32.710 sedišč, 30 vrst
- Število vhodov in izhodov za gledalce: 30

Stadion Partizana je veljal za najstarejši športni objekt v Jugoslaviji. Nahaja se na mestu, kjer je že od nekdaj bilo središče najpomembnejših nogometnih dogodkov v državi. Tukaj je pred drugo svtovno vojno bilo igrišče Beograjskega športnega kluba. Prva tekma na stadionu je bila odigrana 9. oktobra 1949 med Jugoslavijo in Francijo v kvalifikacijah za svetovno prvenstvo. V prvotnem obdubju je kapaciteta stadiona znašala 55.000 mest a so jo leta 1998 morali zmanjšati na 32.710 ter preurediti celotno strukturo stadiona, da bi ustrezal vsem zahtevam in predpisom.

## Slovenci v FK Partizanu
Del svoje igralske kariere so v FK Partizan preživeli naslednji slovenski igralci:
- Edvard Hočevar
- Srečko Katanec
- Đoni Novak
- Darko Milanič
- Zlatko Zahovič
- Gregor Balažic
- Safet Jahić
- Branko Ilič